# ゴドフロワ2世 (ルーヴェン伯)

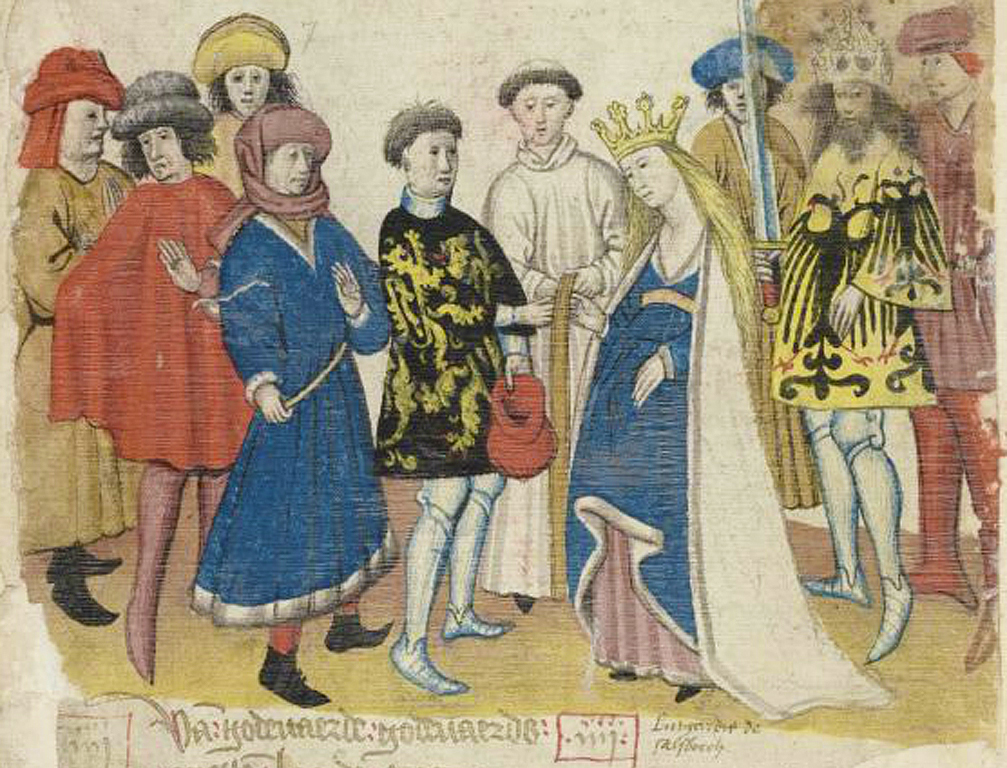
ゴドフロワ2世とルイトガルトの結婚

ゴドフロワ2世（フランス語：Godefroid II, 1110年ごろ - 1142年6月13日）またはゴットフリート7世（ドイツ語：Gottfried VII.）は、ルーヴェン伯およびブラバント方伯（2世、在位：1139年 - 1142年）、下ロートリンゲン公（7世）およびアントウェルペン辺境伯（在位：1139年 - 1142年）。ゴドフロワ1世とイド・ド・シニーの息子。

## 生涯
ゴドフロワは1136年に最初に公爵の称号を帯びて父ゴドフロワ1世とともに確認される。ゴドフロワの公爵位は、ゴドフロワの妻の姉妹と結婚していたドイツ王コンラート3世により承認された。1139年1月25日に父ゴドフロワ1世が死去し、ルーヴァン伯位を継承した。また同年8月に下ロートリンゲン公であったリンブルフ伯ヴァルラム2世が死去し、ゴドフロワが下ロートリンゲン公となった。しかしヴァルラム2世には、下ロートリンゲン公位の継承権を主張した息子ハインリヒ2世がいた。1140年にゴドフロワとハインリヒ2世は戦争に突入したが、ハインリヒ2世はすぐに決定的な敗北を喫した。しかしゴドフロワはその勝利から2年後に肝臓の病気で死去し、ルーヴェンの聖ペテロ教会に埋葬された。

## 結婚と子女
ゴドフロワ2世は、ズルツバッハ伯ベレンガル2世の娘ルイトガルトと結婚した。ルイトガルトはドイツ王コンラート3世の妃ゲルトルートおよび東ローマ皇帝マヌエル1世コムネノスの皇后ベルタの姉妹であった。2人の間には1男が生まれた。
- ゴドフロワ3世（1142年頃 - 1190年） - ルーヴェン伯、下ロートリンゲン公

ルイトガルトはゴドフロワ2世の死後、ダグスブルク伯フーゴ2世と再婚した。